# Muriquier
Muriquier (Brachyteles), også kaldet uldedderkopaber, er en slægt af primater i familien Atelidae. I slægten findes to arter, der regnes som nogle af de mest truede primater i Amerika.

## Udbredelse
Muriquiernes udbredelsesområde ligger i det sydlige Brasiliens skove. Tidligere fandtes disse primater i næstan alle skove ved Brasiliens østlige kyst.

## Udseende
Med en vægt op til 15 kg hører disse dyr til de største arter i gruppen vestaber. Pelsen er kort med gulbrun farve eller med nogle rødlige indslag. Det nøgne ansigt er undertiden påfaldende rødt, især når dyret er oprørt. De er meget fint tilpasset livet i træerne. Arme og ben er påfaldende lange og halen anvendes som gribeværktøj. Muriquiers krop er 45 til 63 cm lang (uden hale) og hanner er lidt større end hunner. Halelængden ligger på 65 til 80 cm.

## Levevis
Muriquier lever i små grupper. I modsætning til andre primater findes der kun ringe aggressivitet inden for gruppen. Som noget usædvanligt forbliver hannerne i deres familiegruppe, mens hunnerne må søge sig en ny gruppe når de er blevet kønsmodne. Gruppen bevæger sig på række efter hinanden gennem skoven. På den måde er risikoen mindre for at falde ned fra træerne, fordi det forreste dyr afprøver grenenes bæredygtighed. Muriquier er planteædere, der lever af blade (omkring 50 % af føden), frugter (30 %, især i regntiden) og anden planteføde.

## Formering
Der sker meget få kampe om retten til at parre sig blandt hannerne. Hanner og hunner parrer sig med så mange dyr som muligt. Man har observeret, at hanner ventede på hinanden, for at komme til at parre sig med den samme hun. Efter en drægtighedsperiode på syv til otte måneder, fødes en enkelt unge. Den klamrer sig til moren i op til seks måneder. Ungen fravænnes efter omkring to år. Den bliver kønsmoden efter fem til syv år.

## Arter
Slægten omfatter to arter:
- Sydlig muriqui, Brachyteles arachnoides
- Nordlig muriqui, Brachyteles hypoxanthus